# Sijiao pao

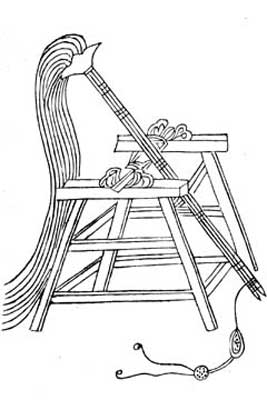
Een 9e-eeuwse sijiao pao uit de Tang-dynastie.

De sijiao pao 四 脚 砲 "viervoetige katapult" is een slingerarm-artilleriewapen uit het oude China. De sijiao pao is net als alle andere artilleriewapens uit de oudheid en vroege middeleeuwen een katapult; een wapen dat gebruikmaakt van mechanische energie om projectielen weg te schieten.

## Geschiedenis

### Slingerarmkatapulten
Slingerarmkatapulten werden in de 4e eeuw v.Chr. uitgevonden in China en zijn gebaseerd op de stafslinger (Latijn: fustibalus), die weer is gebaseerd op het oeroude projectiel-handwapen de slinger. De eerste katapulten van dit type waren trekslingerarmkatapulten, waarbij het korte deel van de slingerarm door mankracht omlaag wordt getrokken. In de teksten van de Chinees filosoof Mozi uit circa 320 v.Chr. wordt een dergelijk apparaat beschreven. Slingerarmkatapulten werken volgens het hefboomprincipe en zijn mogelijk afgeleid van het irrigatiewerktuig sjadoef, dat volgens hetzelfde principe werkt. Via het Byzantijnse Rijk verscheen de trekslingerarmkatapult in de 6e eeuw ook in Europa.

### sijiao pao
De sijiao pao was een doorontwikkeling van eerdere Chinese katapulten en werd waarschijnlijk in de 8e eeuw ten tijde van de Tang-dynastie ontwikkeld. De slingerarm had een lengte van 28 chi (8,6 m) en draaide op een zwaar raamwerk van 21 chi (6,5 m) hoog dat op vier zware poten stond. De slingerarm bestond uit vijf tot negen gebundelde stukken rondhout of bamboe, die met touw of metalen banden bij elkaar gehouden werden. Aan de lange zijde van de slingerarm was een slinger bevestigd, waardoor het bereik van het wapen met een derde tot de helft werd vergroot. Aan de korte zijde van de slingerarm waren 125 trekkoorden bevestigd, waarmee de 250 man sterke trekploeg een projectiel van 100 kati (± 60 kilogram) meer dan 50 bu (± 80 m) ver kon wegslingeren.
De katapult kon naast stenen ook een soort brandbommen wegslingeren; dit waren uitgeholde boomstammetjes, opgevuld met gloeiende kolen. Vanaf de 10e eeuw werden daarnaast ook explosieve mengsels gebruikt. en vanaf de 11e eeuw buskruitexplosieven.

### Opvolgers
De sijiao pao was de zwaarste Chinese trekslingerarmkatapult. Eerder verscheen de lichte xuanfeng pao en later de middelzware hudun pao. De sijiao pao zou het zwaarste Chinese belegeringswapen blijven tot de Mongoolse verovering van China aan het einde van de Song-dynastie in de 13e eeuw, toen de Chinezen kennismaakten met de door de Mongolen gebruikte slingerarmkatapult met contragewicht. Dit was de trebuchet, die door de Chinezen huihui pao "moslimkatapult" werd genoemd.